# 獄門島 解明篇
『獄門島 解明篇』（ごくもんじま かいめいへん）は、1949年（昭和24年）に製作・公開された日本映画である。片岡千恵蔵版金田一耕助シリーズの第2作・前後篇の後篇で、前篇は『獄門島』。東横映画製作、東京映画配給配給。

## ストーリー
獄門島 (1949年の映画)#ストーリーを参照。

## キャスト
- 金田一耕助 - 片岡千恵蔵
- 鬼頭嘉右衛門 - 片岡千恵蔵
- 鬼頭月代 - 千石規子
- 鬼頭雪枝 - 朝雲照代
- 鬼頭花子 - 谷間小百合
- 鬼頭早苗 - 三宅邦子
- 白木静子 - 喜多川千鶴
- 清水巡査 - 小杉勇
- 磯川警部 - 大友柳太郎
- 了然和尚 - 斎藤達雄
- 鬼頭儀兵衛 - 進藤英太郎
- お志保 - 月宮乙女
- 鬼頭与三松 - 團徳麿
- 黒沼正平 - 水原洋一
- 竹蔵 - 上代勇吉
- 貝塚三吾 - 戸上城太郎
- 村瀬幸庵 - 沢村国太郎
- 祈祷師おかね - 原泉子
- 清水の妻お種 - 松浦築枝
- 山口 - 村田宏寿
- 青山鑑識係 - 水野浩
- 辻井刑事 - 尾上華丈
- 山田刑事 - 高木新平
- 荒木真喜太 - 高松錦之助
- 木村巡査 - 前田静男
- 赤星善吉 - 椿三四郎
- 浅見警察医 - 中野清
- 勝野 - 滝沢静子
- 仙吉 - 岬玄太郎
- 了沢 - 大西三郎
- 鬼頭千万太 - 沼田曜一
- 留吉 - 時田一男
- 田川 - 舟津進
- 村人 - 栄井賢
- 村人 - 赤木春生
- 村人 - 古城道人

## スタッフ
- 製作・企画 - マキノ光雄
- 監督 - 松田定次
- 監督助手 - 萩原遼、稲葉義信、宮城文夫
- 脚本 - 比佐芳武
- 原作 - 横溝正史「獄門島」
- 撮影 - 伊藤武夫
  - 撮影助手 - 杉田正二
- 照明 - 西川鶴三
  - 照明助手 - 中山治雄
- 音楽 - 深井史郎
  - 音楽助手 - 佐々木栄治
  - 演奏 - 中沢寿士とそのシンフォニックス・ジャズ・オーケストラ
- 美術 - 嵯峨一平
  - 美術助手 - 吉村晟
- 装置 - 村居常次郎
- 背景 - 池田金三郎
- 装飾 - 湯浅浅七
- 録音 - 佐々木稔郎
  - 録音助手 - 藤本尚武
- 音響効果 - 江戸川一
- 編集 - 宮本信太郎
  - 編集助手 - 祖田富美夫
- 記録 - 前田正二
- メーキャップ - 林政信
- 髪結 - 山本栄子
- スチール - 熊田春太郎
- 演技事務 - 服部健作
- 製作担当 - 寺川千秋
  - 製作助手 - 徳田米雄